# Material de laboratori
L'equipament o material de laboratori és el conjunt format pels diversos instruments, dispositius i màquines especialitzades que s'utilitzen als laboratoris amb el fi de realitzar experiències, comprovar dades, obtenir mesures empíriques, realitzar taules, monitorar o controlar l'evolució d'un procés de forma controlada.
Hi ha una sèrie de dispositius especials per al seu ús al laboratori de química. Aquests es caracteritzen sobretot pel fet que estan fets de materials molt resistents, ja que estan exposats a molts productes químics diferents, sovint agressius i, de vegades, a temperatures extremes. Aquí s'utilitza principalment vidre, en particular vidre de borosilicat, que es caracteritza per un baix coeficient d'expansió tèrmica i, per tant, és insensible a les fluctuacions brusques de temperatura. A més de la seva insensibilitat als àcids, àlcalis ia la calor, els avantatges del vidre són la seva transparència i la possibilitat de bufat de vidre. Fabrica dispositius personalitzats o repara dispositius avariats. Altres materials són la porcellana, els fluorats com el PTFE (tefló) o el PVDF, i més rarament la fusta i els metalls. Els dos últims generalment només es fan servir quan s'espera poc contacte amb productes químics (muntures, trípodes).
A més, un disseny modular també és important per a l'equip de laboratori, de manera que els elements individuals es puguin acoblar com es vulgui a partir d'un kit de construcció. Això és de particular interès en química preparativa, ja que aquí es munta un aparell adequat depenent de la tasca de síntesi.
La flexibilitat en el muntatge de l'aparell de vidre s'aconsegueix mitjançant l'ús de les anomenades juntes esmerilades estàndard. El tall garanteix que dos dispositius de vidre es puguin connectar hermèticament al gas. La connexió també pot segellar-se amb greix posada a terra o maneguets de tefló i assegurar-se amb una abraçadora posada a terra. Els aparells més grans i inestables es fixen mitjançant suports de material, que consisteixen en varetes metàl·liques verticals amb potes, a les quals se subjecta l'equip de laboratori mitjançant abraçadores de suport.

## Tipus d'instruments

### Instruments devidre
El vidre és un dels materials més antics i més utilitzats en química.
- Les buretes: tubs llargs, graduats, sovint de diàmetre intern uniforme, proveïdes d'una clau a la part inferior. Es fan servir per abocar quantitats variables de líquids, i per això estan graduades amb petites subdivisions (depenent del volum, de dècimes de mil·lilitre o menys). El seu ús principal es dona en volumetries, a causa de la necessitat de mesurar amb precisió un determinat volum de líquid.

Un cristal·litzador element pertanyent al material de vidre que consisteix en un recipient de vidre de base ampla i poca alçada. El seu objectiu principal és cristal·litzar el solut d'una solució, per evaporació del solvent. També té altres usos, com a tapa, com a contenidor, etc. L'objectiu de la forma és que tingui una base ampla per permetre una major evaporació de substàncies.
- Un vas de precipitats és un recipient per a contenir líquids, utilitzat habitualment en el laboratori. Té forma cilíndrica, amb un fons pla; se'n poden trobar de capacitats diverses, des d'un mil·lilitre fins a diversos litres. Normalment, és de vidre o plàstic i sol estar graduat, tot i que, per la seva pròpia naturalesa, aquesta graduació és poc exacta i, per tant, és recomanable no utilitzar-lo per a mesurar volums de substàncies. S'utilitza, doncs, sobretot per a transportar líquids a un altre recipient, com ara a una proveta o a un tub d'assaig. Com que és resistent als canvis bruscos de temperatura, també s'usa per escalfar, dissoldre...

Matràs Kitasato

- Un kitasato: matràs comprès dins del material de vidre d'un laboratori de química. Podria definir-se com un matràs d'Erlenmeyer amb una tubuladura lateral. També serveix per a dur a terme experiments pel que fa a l'aigua, com: destil·lació, recollida de gasos en cuba hidropneumàtica (desplaçament de volums), filtracions al buit, etc.
- El matràs o flascó d'Erlenmeyer: envàs transparent de forma cònica amb una obertura a l'extrem estret, generalment prolongat amb un coll cilíndric, que acostuma a incloure algunes marques i s'utilitza per saber aproximadament el volum del contingut. Per la seva forma és útil per realitzar mescles per agitació i per l'evaporació controlada de líquids A més, la seva obertura estreta permet la utilització de taps. El matràs d'Erlenmeyer no s'acostuma a utilitzar per al mesurament de líquids, ja que les seves mesures són imprecises. Va ser dissenyat l'any 1861 pel químic alemany Emil Erlenmeyer.
- Matràs aforat: La marca de graduació envolta tot el coll de vidre, per la qual cosa és fàcil determinar amb precisió quan el líquid arriba fins a la marca. La forma correcta de mesurar volums és portar el líquid fins que la part inferior del menisc sigui tangent a la marca. El fet que el coll del matràs sigui estret és per augmentar l'exactitud, d'aquesta manera un canvi petit en el volum es tradueix en un augment considerable de l'alçada del líquid. Els matrassos es presenten en volums que, usualment, van de 10 ml fins a 2 l. La seva principal utilitat és preparar dissolucions de concentració coneguda i exacta. El procediment usual de preparació de dissolucions és pesar la quantitat de solut, abocar-lo al matràs i afegir el dissolvent fins a un volum menor que la seva capacitat. Posteriorment, es dissol bé el solut i s'omple fins a la marca (operació coneguda com «arrasar»).
- Matràs de coll de cigne: Usat per dificultar el contacte d'un líquid amb l'atmosfera circumdant.
- Pipeta: instrument que permet mesurar alíquotes de líquid amb força precisió. Solen ser de vidre. Està format per un tub buit transparent que acaba en una de les puntes de forma cònica, i té una graduació (una sèrie de marques gravades) indicant diferents volums. Algunes són graduades o de simple aforament.
- Proveta o cilindre graduable: instrument volumètric, que permet mesurar volums superiors i més ràpidament que les pipetes, encara que amb menor precisió. Està format per un tub generalment transparent d'uns centímetres de diàmetre, i té una graduació (una sèrie de marques gravades) des de 0 ml (fins al màxim de la proveta) indicant diferents volums. A la part inferior està tancat i té una base que serveix de suport, mentre que la superior està oberta (permet introduir el líquid a mesurar) i sol tenir un pic (permet abocar el líquid mesurat). Generalment, mesuren volums de 25 o 50 ml, però existeixen provetes de diferents mides, fins i tot algunes que poden mesurar un volum fins de 2.000 ml.
- Tub d'assaig o tub de prova: Consisteix en un petit tub de vidre amb una punta oberta (que pot tenir una tapa) i l'altra tancada i arrodonida, que s'utilitza als laboratoris per contenir petites mostres líquides (encara que poden tenir altres fases), realitzar reaccions a petita escala, etc.
- Vas de precipitats: és un instrument per a contenir líquids, utilitzat habitualment en el laboratori. Té forma cilíndrica, amb un fons pla; se'n poden trobar de capacitats diverses, des d'un mil·lilitre fins a diversos litres. Normalment, és de vidre o plàstic i sol estar graduat, tot i que, per la seva pròpia naturalesa, aquesta graduació és poc exacta i, per tant, és recomanable no utilitzar-lo per a mesurar volums de substàncies. S'utilitza, doncs, sobretot per a transportar líquids a un altre recipient, com ara a una proveta o a un tub d'assaig.
- Vidre de rellotge: làmina de vidre en forma circular còncava-convexa. Es diu així per la seva semblança amb el vidre dels antics rellotges de butxaca. S'utilitza en química per evaporar líquids. També té utilitat per pesar mostres sòlides, encara que també és utilitzat per a pesar mostres humides després de fer la filtració, és a dir, després d'haver filtrat el líquid i quedar només la mostra sòlida. El vidre de rellotge s'utilitza també a vegades com a tapa d'un vas de precipitats, fonamentalment per evitar l'entrada de pols, ja que en no ser un tancament hermètic es permet l'intercanvi de gasos.
- Vareta: cilindre allargat de vidre per barrejar dissolucions.

### Instruments de metall
La majoria d'aquests materials es fan servir per a subjecció d'altres materials. Per exemple:
- Gradeta: una eina que forma part del material de laboratori (química) i és utilitzada per sostenir i emmagatzemar gran quantitat de tubs d'assaig, tubs eppendorf o altre material similar.
- Encenedor Bunsen: una de les fonts de calor més senzilles del laboratori i és utilitzat per obtenir temperatures no gaire elevades. Consta d'una entrada de gas sense regulador, una entrada d'aire i un tub de combustió. El tub de combustió està caragolat a una base per on entra el gas combustible a través d'un tub de goma, amb una clau de pas. Presenta dos orificis ajustables per regular l'entrada d'aire.
- Peu universal o suport universal: un element que s'utilitza al laboratori per realitzar muntatges amb els materials presents en el laboratori i obtenir sistemes de mesura o de diverses funcions, com per exemple un fusiómetre o un equip de destil·lació. Està format per una base o peu en forma de semicercle o de rectangle, i des del centre d'un dels costats, té una vareta cilíndrica que serveix per subjectar altres elements a través de doble anous.
- Trípode: un component important en ell per al muntatge i construcció de sistemes per escalfar i subjectar

### Instruments de porcellana
- El gresol: serveix per calcinar substàncies o fondre sòlids
- El morter: serveix per triturar, polvoritzar i barrejar sòlids.[1] Usat al laboratori per picar diferents substàncies sòlides, poden ser metàl·lics com el misseria, de pedra o de ceràmica.[2]

## Indústria d'equips de laboratori

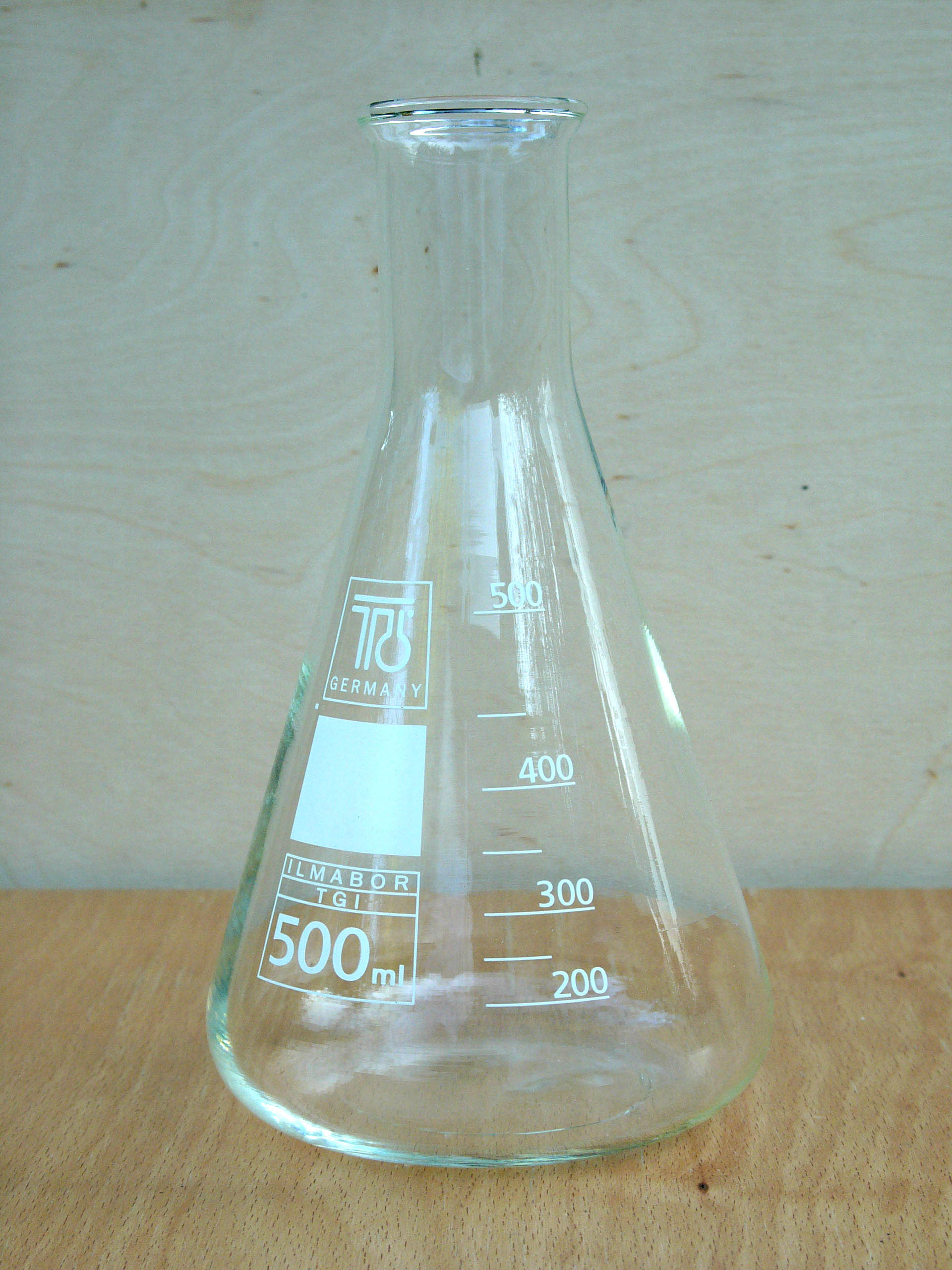
Matràs Erlenmeyer de 500 mL.

El 2013, el mercat mundial d'anàlisi i tecnologia de laboratori va pujar al voltant de 45 mil milions de dòlars nord-americans. El mateix any, els 330 fabricants alemanys, amb els seus aproximadament 40.000 empleats, van generar una facturació de 6.700 milions d'euros, després d'haver estat 6.600 milions d'euros el 2011 (amb un mercat mundial al voltant de 40.000 milions de dòlars). Les vendes nacionals van pujar a 3.100 milions d'euros i les vendes a l'exterior a 3.600 milions d'euros. Per tant, l'índex d'exportació va ser del 54%.
Els sectors de clients més importants per als fabricants alemanys són actualment la indústria, el sector públic i els sectors farmacèutic i químic. Al voltant del 85% de les vendes nacionals es generen en aquests mercats. A més, hi ha molts altres sectors i nínxols en què les empreses s'estan afirmant amb èxit. En són exemples les àrees de biotecnologia i alimentació. EUA, Xina, França, el Regne Unit, Itàlia, la Federació Russa, la República de Corea, el Japó, els Països Baixos i Suïssa es troben entre els països de destinació més importants per a les exportacions alemanyes d'anàlisi i tecnologia de laboratori.

## Seguretat

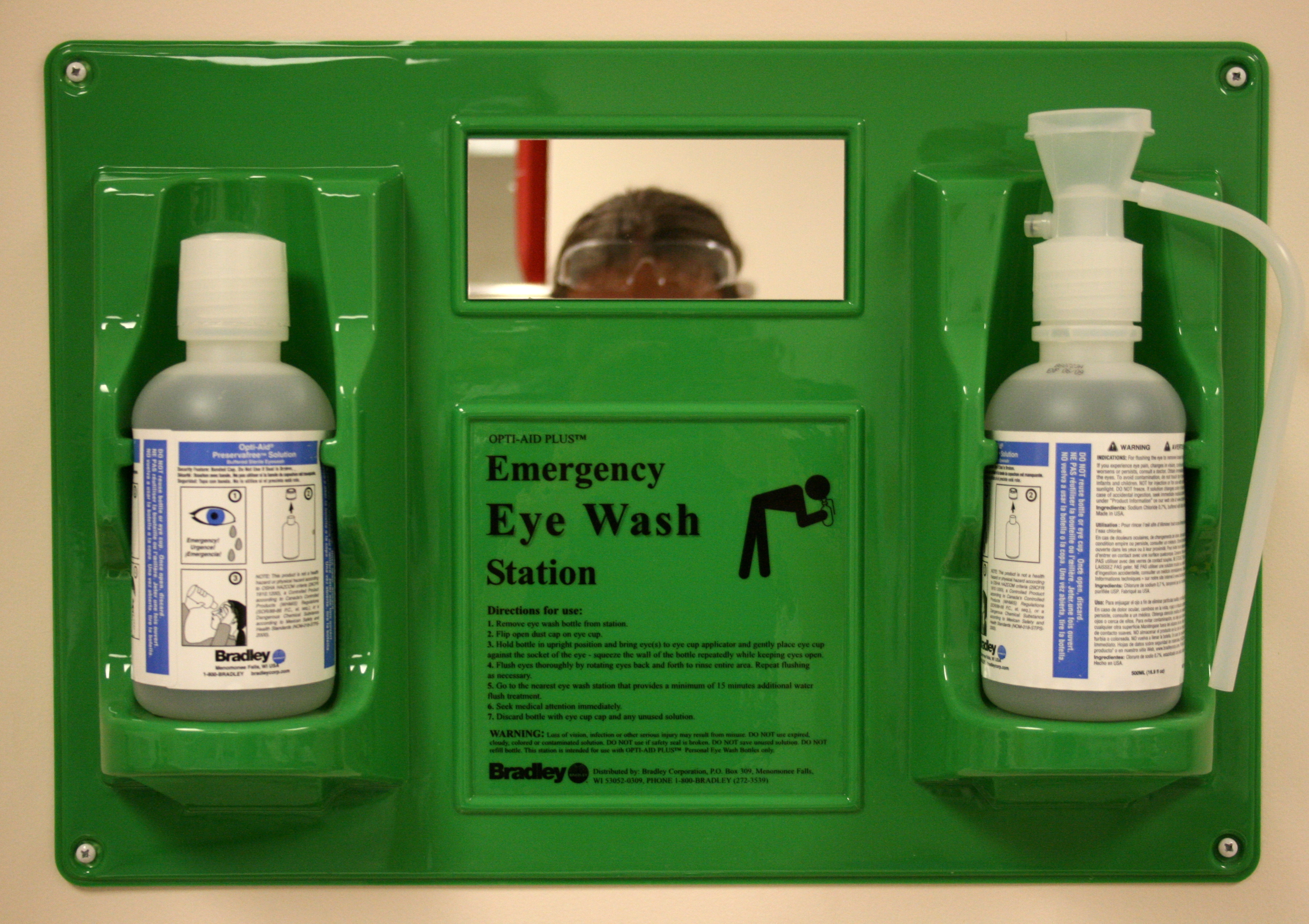
Una estació rentaulls en un laboratori

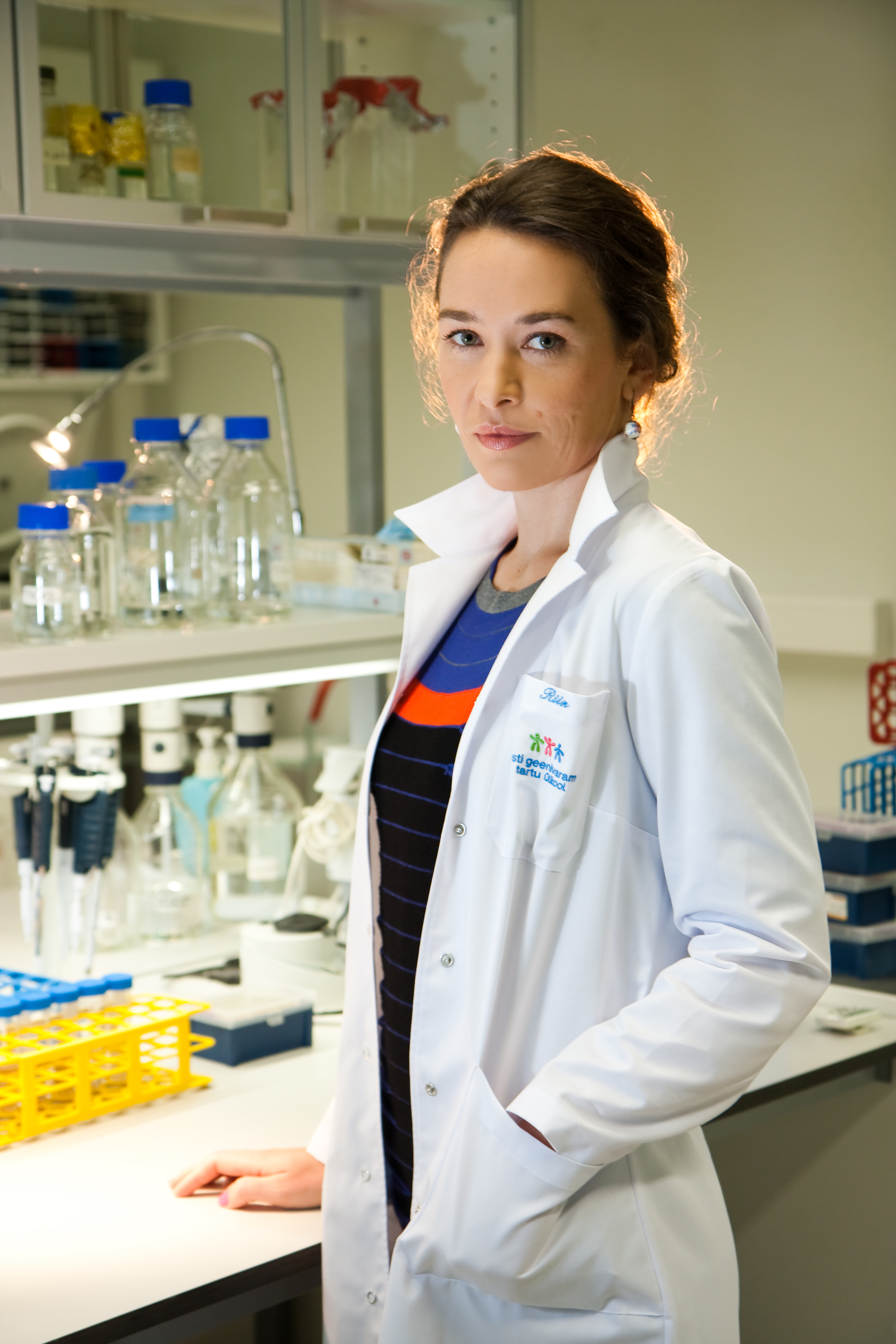
La genetista Riin Tamm amb bata protectora de laboratori

En molts laboratoris hi ha riscos. Els perills de laboratori poden incloure verins; agents infecciosos; materials inflamables, explosius o radioactius; maquinària en moviment; temperatures extremes; làsers, camps magnètics intensos o alta tensió. Per tant, les precaucions de seguretat són de vital importància. Hi ha normes per minimitzar el risc de l'individu, i  equip de seguretat s'utilitza per protegir els usuaris del laboratori de lesions o per ajudar a respondre a una emergència.
La Occupational Safety and Health Administration (OSHA) dels Estats Units, reconeixent les característiques úniques del lloc de treball al laboratori, ha elaborat una norma per a l'exposició ocupacional a substàncies químiques perilloses als laboratoris. Aquesta norma sol anomenar-se "Norma de laboratori". En virtut d'aquesta norma, un laboratori ha d'elaborar un Pla d'higiene química (CHP) que abordi els perills específics que es troben a la ubicació i la forma d'abordar-los.
Per determinar el Pla d'Higiene Química adequat per a una empresa o un laboratori en particular, cal comprendre els requisits de la norma, l'avaluació de les pràctiques actuals de seguretat, salut i medi ambient i l'avaluació dels perills. El CHP s'ha de revisar anualment. Moltes escoles i empreses fan servir especialistes en seguretat, salut i medi ambient, com un Responsable d'Higiene Química (CHO) per desenvolupar, gestionar i avaluar el seu CHP. A més, també es recorre a la revisió per part de tercers per obtenir una "visió externa" objectiva que proporcioni una nova visió de les àrees i els problemes que es poden donar per asseguts o passar-se per alt a causa del costum.
També es poden realitzar inspeccions i auditories periòdiques per avaluar els riscos derivats de la manipulació i l'emmagatzematge de productes químics, equips elèctrics, riscos biològics, gestió de residus perillosos, residus químics, neteja i preparació per a emergències, seguretat radiològica, ventilació, així com proves respiratòries i qualitat de l'aire interior. Un element important d'aquestes auditories és la revisió del compliment de la normativa i la formació de les persones que tenen accés al laboratori o hi treballen. La formació és fonamental per al funcionament segur i continu de les instal·lacions del laboratori. Els educadors, el personal i la direcció s'han de comprometre a treballar per reduir la probabilitat d'accidents, lesions i possibles litigis. Es fan esforços per garantir que els vídeos de seguretat al laboratori siguin rellevants i atractius.

## Sostenibilitat
Els efectes del canvi climàtic preocupen cada vegada més les organitzacions, i la comunitat investigadora cerca estratègies de mitigació del canvi climàtic. Tot i que molts laboratoris s'utilitzen per investigar i trobar solucions innovadores a aquest repte mundial, les pràctiques de treball sostenibles als laboratoris també són factors que contribueixen a un medi ambient més ecològic. Molts laboratoris ja intenten minimitzar el seu impacte ambiental reduint el consum d'energia, reciclant i aplicant processos de classificació de residus per garantir-ne l'eliminació correcta.